# Park Eun-hye
Park Eun-hye (sinh ngày 21 tháng 2 năm 1977) là một nữ diễn viên Hàn Quốc. Cô được biết đến với vai diễn trong Nàng Dae Jang Geum, bộ phim đã giúp cô nổi tiếng ở Trung Quốc. Cô cũng đóng vai chính trong bộ phim truyền hình Đài Loan, Silence, bên cạnh Châu Du Dân do Sài Trí Bình (柴智屏) làm giám đốc sản xuất.

## Sự nghiệp
Park Eun-hye gia nhập làng giải trí vào năm 1998, nhưng đến năm 2003 cô mới nổi tiếng với vai phụ trong bộ phim truyền hình ăn khách Nàng Dae Jang Geum (tên khác là Jewel in the Palace) của đài MBC, và được yêu thích khắp toàn châu Á.
Sau vai thứ chính trong 18 vs 29, cô tiếp tục khẳng định mình như một ngôi sao lớn của Làn sóng Hàn Quốc với thành công của một bộ phim truyền hình cổ trang Yi San (2007) và bộ phim Đài Loan, Silence bên cạnh tài tử Châu Du Dân (2006).
Năm 2008, Park Eun Hye quyết định nhận vai chính trong bộ phim nghệ thuật Night and Day của đạo diễn Hong Sang-soo mà không cần thù lao, diễn xuất trong phim đã mang về cho cô giải thưởng Nữ diễn viên mới xuất sắc nhất từ Hiệp hội phê bình phim Busan danh giá, giải thưởng đầu tiên của cô sau mười năm diễn xuất. Năm tiếp theo, cô trở lại màn ảnh nhỏ với vai người phụ nữ nguy hiểm trong bộ phim truyền hình hàng ngày Pink Lipstick.
Năm 2012, cô bắt đầu đồng dẫn chương trình tạp kỹ Queen of Beauty trên kênh KBS Drama, và Sold Out trên tvN.
Park Eun Hye nổi tiếng ở Trung Quốc hơn là ở quê nhà Hàn Quốc, doanh thu của các nhãn hàng Trung Quốc mà cô làm người mẫu — Hana Cosmetics và Yonseng Tangerine Chocolates (sau này được đặt theo tên nhân vật của cô trong Nàng Dae Jang Geum) - đã kiếm được hơn 25 triệu đô la trong năm 2009.

## Đời tư
Park Eun-hye kết hôn với doanh nhân Kim Han-sup vào ngày 27 tháng 4 năm 2008 tại khách sạn Shilla ở Seoul. Cô hạ sinh hai bé trai song sanh, Kim Jae-wan và Kim Jae-ho, vào năm 2011. Vào ngày 14 tháng 9 năm 2018, báo chí đưa tin cô đã hoàn tất thủ tục ly hôn với chồng cũ vào đầu tháng, với lý do là khác biệt không thể hòa giải. Công ty quản lý của cô sau đó đã xác nhận cô và chồng cũ đã dọn ra ở riêng và cô sẽ là người chịu trách nhiệm nuôi con.

## Danh sách phim

### Phim truyền hình
| Năm  | Tựa gốc                | Tựa đề tiếng Anh           | Tựa đề tiếng Việt         | Vai diễn                | Kênh phát sóng   |
| ---- | ---------------------- | -------------------------- | ------------------------- | ----------------------- | ---------------- |
| 1997 | LA 아리랑              | LA Arirang                 |                           |                         | SBS              |
| 1998 | 사랑밖엔 난 몰라       |                            |                           |                         | MBC              |
| 1998 | 행복을 만들어 드립니다 | Will Make You Happy        |                           |                         | KBS2             |
| 1998 | 육남매                 | Six Siblings               |                           |                         | MBC              |
| 1998 | 남자 셋 여자 셋        | Three Guys and Three Girls |                           |                         | MBC              |
| 1998 | 순풍산부인과           | Sungpung Clinic            |                           |                         | SBS              |
| 2000 | 나는 그녀가 좋다       | She's the One              |                           |                         | KBS2             |
| 2000 | 세 친구                | Three Friends              |                           |                         |                  |
| 2000 | 멋진친구들             |                            |                           |                         |                  |
| 2001 | 매일 그대와            | Everyday with You          |                           | Jo Se-hee               | MBC              |
| 2003 | 대장금                 | Dae Jang Geum              | Nàng Dae Jang Geum        | Lee Yeon-saeng          | MBC              |
| 2004 | 작은 아씨들            | Little Women               |                           | Jung Hyun-deuk          | SBS              |
| 2004 | 섬마을 선생님          | Island Village Teacher     |                           | Yoon Ji-young           | SBS              |
| 2005 | 열여덟 스물아홉        | 18 vs. 29                  |                           | Shin Ji-young           | KBS2             |
| 2006 | 심정밀마               | Silence                    |                           | Tăng Tú Thanh           | China Television |
| 2006 | 불꽃놀이               | Fireworks Display          |                           | Cha Mi-rae              | MBC              |
| 2007 | 사랑하는 사람아        | The Person I Love          |                           | Yoon Hyun-joo           | SBS              |
| 2007 | 이산                   | Yi San                     | Lee San, Triều đại Chosun | Hoàng hậu Hyoui         | MBC              |
| 2008 | 미스터리 형사          | Detective Mr. Lee          |                           | Lee Chae-young          | MegaTV           |
| 2010 | 분홍립스틱             | Pink Lipstick              | Son môi hồng              | Yoo Ga-eun              | MBC              |
| 2012 | 그대 없인 못살아       | Can't Live Without You     | Không thể sống thiếu em   | Seo In-hye/Park So-hyun | MBC              |
| 2013 | 두 여자의 방           | Two Women's Room           | Đoạt tình                 | Min Kyung-chae          | SBS              |
| 2014 | 원혼                   | Vengeful Spirit            |                           | Min Yoo-sun             | KBS2             |
| 2015 | 장사의 신 - 객주 2015  | The Merchant: Gaekju 2015  | Bậc Thầy Thương Gia       | Chun So-rye             | KBS2             |
| 2016 | 뷰티풀 마인드          | Beautiful Mind             | Tâm Hồn Tươi Đẹp          | Shim Eun-ha (cameo)     | KBS2             |
| 2017 | 달콤한 원수            | Sweet Enemy                | Kẻ thù ngọt ngào          | Oh Dal-Nim              | SBS              |
| 2020 | 하이바이, 마마!        | Hi Bye, Mama!              | Mẹ Đến Từ Thiên Đường     | Mẹ của Pil-seung        | tvN              |
| 2020 | 쌍갑포차               | Mystic Pop-up Bar          | Quán Rượu Di Động Bí Ẩn   | Hoàng hậu/Shin Ji-hye   | JTBC             |
| 2020 | 복수해라               | Get Revenge                | Báo Thù                   | Cha Mi-yeon             | TV Chosun        |

### Phim điện ảnh
| Năm  | Tựa gốc                                 | Tựa tiếng Anh                 | Tựa Việt            | Vai diễn               |
| ---- | --------------------------------------- | ----------------------------- | ------------------- | ---------------------- |
| 1998 | 짱                                      | Zzang                         |                     | Yoo Hye-ri             |
| 2000 | 01412 파사신검                          | 01412 Sect of the Magic Sword |                     | Công chúa January      |
| 2000 | 찍히면 죽는다                           | The Record                    |                     | Hee-jung               |
| 2001 | 천사몽                                  | Dream of a Warrior            | Giấc mơ thiên sứ    | Nam-hong               |
| 2005 | 키다리 아저씨                           | Daddy-Long-Legs               |                     | Cô gái trong hồi tưởng |
| 2006 | 어느날 갑자기 첫 번째 이야기 - 2월 29일 | February 29                   | Ngày 29 tháng 2     | Han Ji-yeon            |
| 2006 | 해바라기                                | Sunflower                     | Hoa hướng dương     | Lee Eun-mi             |
| 2008 | 밤과 낮                                 | Night and Day                 | Ngày và đêm         | Lee Yoo-jeong          |
| 2015 | 위험한 상견례 2                         | Enemies In-Law                | Sui gia đại chiến 2 | Park Young-mi          |
| 2017 | 강철비                                  | Steel Rain                    | Cơn mưa thép        | Kwon Sook-jung         |

### Chương trình giải trí
| Năm                            | Tên chương trình                                                 | Kênh      | Vai trò                                      | Số tập tham gia      |
| ------------------------------ | ---------------------------------------------------------------- | --------- | -------------------------------------------- | -------------------- |
| 2004                           | Music Bank                                                       | KBS2      | MC                                           |                      |
| 2006                           | Maldalrija                                                       | MBC       |                                              | 46 tập               |
| 2010                           | Love on the Air (TV는 사랑을 싣고)                               | KBS1      | khách mời                                    |                      |
| 2012                           | Queen of Beauty 1 (티의 여왕 시즌 1)                             | KBS Drama | MC                                           | 11 tập               |
| 2012                           | MBC 특별생방송 - 2012 대한민국 귀농귀촌 페스티벌 ”농업이 미래다” | MBC       |                                              |                      |
| 2012                           | Sold Out (SNS 마케팅쇼 완판기획)                                 | tvN       | MC                                           | 6 tập                |
| 2012                           | Queen of Beauty 2 (티의 여왕 시즌 2)                             | KBS Drama | MC                                           | 12 tập               |
| 2012                           | Strong Heart (강심장)                                            | SBS       | khách mời                                    | tập 119              |
| 2013                           | Hwasin (화신)                                                    | SBS       | khách mời                                    | tập 24               |
| 2014                           | The King Of Food (밥상의 신)                                     | KBS2      | thành viên                                   | 24 tập               |
| 2014                           | Now On My Way to Meet You (이제 만나러 갑니다)                   | Channel A | MC                                           |                      |
| 2014                           | Happy Together (해피투게더)                                      | KBS2      | khách mời                                    | tập 350              |
| 2015                           | Happy Together (해피투게더)                                      | KBS2      | khách mời                                    | tập 386              |
| 2015                           | Happy Together (해피투게더)                                      | KBS2      | khách mời                                    | tập 422              |
| 2015                           | MBC 다큐프라임 - 당신을 살찌게 하는 비만세균                     | MBC       | người dẫn truyện                             | tập 292              |
| 2015                           | No Way I'm an Adult (어쩌다 어른)                                | OtvN      | khách mời                                    |                      |
| 2015                           | Radio Star (황금어장 라디오스타)                                 | MBC       | khách mời                                    | tập 423              |
| 2015                           | Good Life (잘 살아보세)                                          | Channel A | khách mời                                    | tập 13, 14, 95       |
| 2017                           | Good Life (잘 살아보세)                                          | Channel A | khách mời                                    |                      |
| Einstein (영재 발굴단)         | SBS                                                              | tập 92    | khách mời                                    |                      |
| True Dad Confession (아빠본색) | Channel A                                                        | tập 32    | khách mời                                    |                      |
| 2018                           | Battle Trip (배틀트립)                                           | KBS2      | người thiết kế chuyến đi (cùng với An Mi Na) | tập 99               |
| 2018                           | Happy Together (해피투게더)                                      | KBS2      | khách mời                                    | tập 555              |
| 2018                           | Seoul in-Stars (서울 인스타)                                     | KBS World | MC                                           | 7 tập                |
| 2018                           | Life Bar (인생술집)                                              | tvN       | khách mời                                    | tập 53               |
| 2018                           | eNEWS                                                            | tvN       | khách mời                                    | tập 322              |
| 2019                           | Mother's Touch: Korean Side Dishes (수미네 반찬)                 | tvN       | khách mời                                    | tập 66               |
| 2019                           | Can We Love Again (우리 다시 사랑할 수 있을까)                   | MBN       | thành viên cố định                           | 12 tập               |
| 2019                           | Nangman Club (낭만클럽)                                          | MBC       | khách mời                                    | tập 5                |
| 2020                           | Problem Child in House (옥탑방의 문제아들)                       | KBS2      | khách mời                                    | tập 77               |
| 2020                           | Can We Love Again 2 (우리 다시 사랑할 수 있을까 2)               | MBN       | thành viên cố định                           | 12 tập               |
| 2020                           | Light Up Your Daily Life (당신의 일상을 밝히는가)                | SBS       | MC                                           | 60 tập               |
| 2021                           | Animal Farm (TV 동물농장)                                        | SBS       | MC đặc biệt                                  | tập 1004, 1005, 1006 |

## Đề cử và Giải thưởng
| Năm  | Giải thưởng                                       | Hạng mục                                                   | Tác phẩm               | Kết quả   |
| ---- | ------------------------------------------------- | ---------------------------------------------------------- | ---------------------- | --------- |
| 2008 | Giải thưởng Nhà phê bình Điện ảnh Busan lần thứ 9 | Best New Actress                                           | Night and Day          | Đoạt giải |
| 2009 | Korea Sharing Awards lần thứ 2                    | Chairman's Award                                           | —                      | Đoạt giải |
| 2010 | Giải Phim truyền hình MBC                         | Excellence Award, Actress                                  | Pink Lipstick          | Đoạt giải |
| 2011 | Ministry of Health and Welfare                    | Citation                                                   | —                      | Đoạt giải |
| 2012 | Giải Phim truyền hình MBC                         | Top Excellence Award, Actress in a Serial Drama            | Can't Live Without You | Đề cử     |
| 2013 | Giải Phim truyền hình SBS                         | Top Excellence Award, Actress in a Weekend/Daily Drama     | Two Women's Room       | Đề cử     |
| 2014 | Giải Phim truyền hình KBS                         | Excellence Award, Actress in a One-Act/Special/Short Drama | Vengeful Spirit        | Đề cử     |
| 2017 | Giải Phim truyền hình SBS                         | Top Excellence Award, Actress in a Daily/Weekend Drama     | Sweet Enemy            | Đề cử     |